# Нападение боевиков на Грозный (1996)
Нападение боевиков на Грозный (так же известное как Операция «Возмездие») состоялось 6—8 марта 1996 года во время операции по восстановлению конституционного порядка в Чеченской Республике в ходе него вооружённые силы Чеченской Республики Ичкерия нанесли подразделениям российских федеральных сил ощутимые потери.

## Бои в Грозном
6 марта 1996 года вооруженные силы ЧРИ с нескольких направлений вошли в Грозный. После первого дня боёв им удалось захватить Старопромысловский район, а также ряд объектов в других районах города. Боевики блокировали КПП и блокпосты российских войск и подвергали их обстрелам. После трёхдневных боёв отряды чеченцев оставили город, захватив с собой два БТР и один Т-72.